# Opština Kičevo
Kičevo (makedonsky Кичево; albánsky Kërçovë) je opština na západě Severní Makedonie. Centrem opštiny je stejnojmenné město. Opština se nachází v Jihozápadním regionu.

## Geografie
Opština sousedí na severozápadě s opštinou Mavrovo a Rostuša, na západě s opštinou Debar, na severu s opštinou Gostivar, na východě s opštinami Makedonski Brod a Plasnica, na jihu s opštinou Demir Hisar a na jihozápadě s opštinou Debarca.
V opštině se nachází pouze jedno město - Kičevo.
Vesnice: Arangel, Atišta, Bačišta, Berikovo, Bigor Dolenci, Brždani, Bukojčani, Čelopeci, Cer, Crvivci, Dlapkin Dol, Dolna Gušegubica, Dolno Dobrenoec, Dolno Strogomište, Drugovo, Dupjani, Ehloec, Garani, Golemo Crsko, Gorna Dušegubica, Gorno Dobrenoec, Gorno Stragomište, Grešnica, Ivančišta, Izvor, Jagol, Jagol Dolenci, Javorec, Judovo, Karbunica, Kladnik, Klenoec, Knežino, Kolari, Kolibari, Kozica, Kozičino, Krušica, Lavčani, Lazarovci, Lešnica, Malkoec, Malo Crsko, Mamudovci, Manastirsko Dolenci, Midinci, Miokazi, Novo Selo, Orlanci, Oslomej, Osoj, Patec, Papradište, Podvis, Popoec, Popolžani, Popovjani, Premka, Prostranje, Rabetino, Raštani, Rečani-Zajas, Rečani-Celopeci, Srbica, Srbjani, Staroec, Strelci, Šutovo, Svetorače, Svinjište, Tajmište, Trapčin Dol, Tuin, Vidrani, Vraneštica, Zajas, Žubrino

## Demografie
V roce 2013 byla opština spojena s původními opštinami Drugovo, Vraneštica, Zajas a Oslomej.
Podle posledního sčítání lidu v roce 2021 žije v opštině 39 669 obyvatel. Etnickými skupinami jsou:
- Albánci = 16 373 (41,26 %)
- Makedonci = 16 020 (40,38 %)
- Turci = 2 553 (5.28 %)
- Romové = 2 003 (5,07 %)
- ostatní a neuvedené = 2 720 (6,85 %)

## Historie
26. listopadu 2019 věnovala opština Kičevo 12 tisíc euro Albánii, kterou zasáhlo silné zemětřesení.